# Wilhelm Delfs
Friedrich Wilhelm Heinrich Delfs (* 9. Januar 1885 in Basthorst; † 31. Dezember 1958 in Detmold) war ein deutscher Architekt und Stadtplaner.

## Leben
Wilhelm Delfs studierte Architektur an der TH in Karlsruhe. Seit 1904 war er Mitglied der Karlsruher Burschenschaft Teutonia. Später promovierte er zum Dr.-Ing. und war in Düsseldorf und Lübeck tätig. 1921 wurde Delfs städtischer Baurat in Krefeld. Im Jahr darauf siedelte er nach Dortmund um und wurde März 1923 als Magistratsbaurat auf Lebenszeit angestellt. Am 20. April 1925 wurde er in den Stadtrat gewählt. Er war Mitglied der Deutschnationalen Volkspartei (DNVP). Als Stadtrat war er zunächst für den Hochbau zuständig und ab Ende 1927 als Nachfolger von Hans Strobel ebenfalls für Stadterweiterung. Er war unter anderem für Bau der Westfalenhalle zuständig. Von 1931 bis 1937 war er für alle technischen Ämter zuständig. Danach ging er in den Ruhestand, amtierte aber von 1945 bis 1952 wieder als besoldeter Dezernent.

## Veröffentlichungen (Auswahl)
- Das Schabbelhaus in Lübeck. In: Die Heimat. Bd. 22 (1912), Heft 8, August 1912, S. 185–193 (Digitalisat).
- Das Mauerwerk im alten Lübeckischen Ziegelbau, in: Zentralblatt der Bauverwaltung, Band 42, 1922, S. 341–345
- Die städtebauliche Entwicklung Dortmunds, in: J. Buddendiek (Hrsg.): Das Buch der alten Firmen von Groß-Dortmund im Jahre 1928, 1928, S. 12–17.
- Neue Bauten in Dortmund, Band in der Reihe Neue Stadtbaukunst, 1928.